# خوان بلانيليس
خوان باوتيستا بلانيليس ماركو (ولد في 26 يناير 1951 في بوريانا، فالنسيا) هو لاعب كرة قدم إسباني سابق لعب كلاعب خط وسط.

## الإنجازات
ريال مدريد
- كأس الجنرال : 1969–70
- كأس أبطال الكؤوس الأوروبية (الوصيف): 1970–71

كاستيلون
- الدرجة الثانية : 1980–81
- كأس الملك (الوصيف): 1972–73[1]

## روابط خارجية
- خوان بلانيليس على BDFutbol
- CiberChe biography and stats (بالإسبانية)
- خوان بلانيليس على فرق كرة القدم الوطنية.كوم
- Juan Bautista Planelles Marco على موقع واي باك مشين (نسخة محفوظة 24 August 2011); at Galeón (بالإسبانية)